# Львівське футбольне дербі

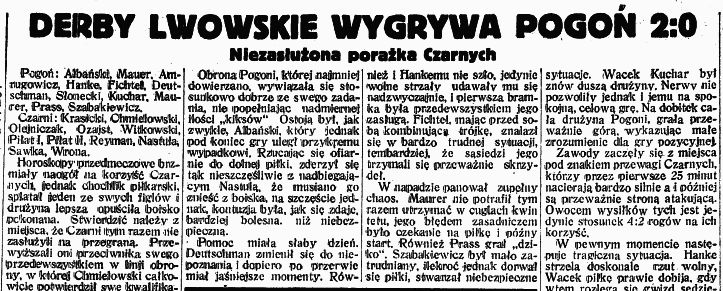
Замітка про гру «Погонь» — «Чарні». «Przegląd Sportowy», 1929 рік

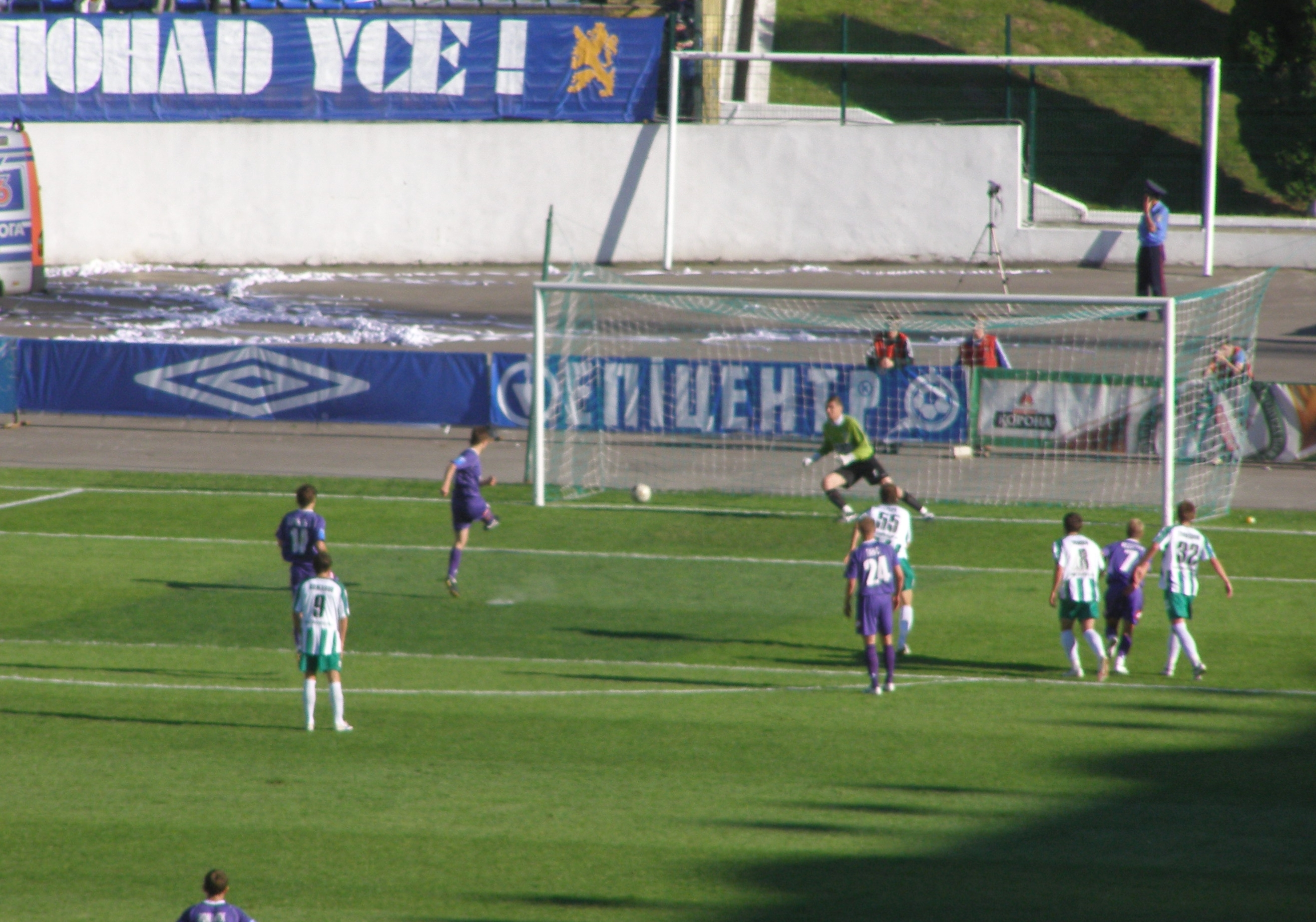
Дербі «Карпати» — «Львів», 2009 рік

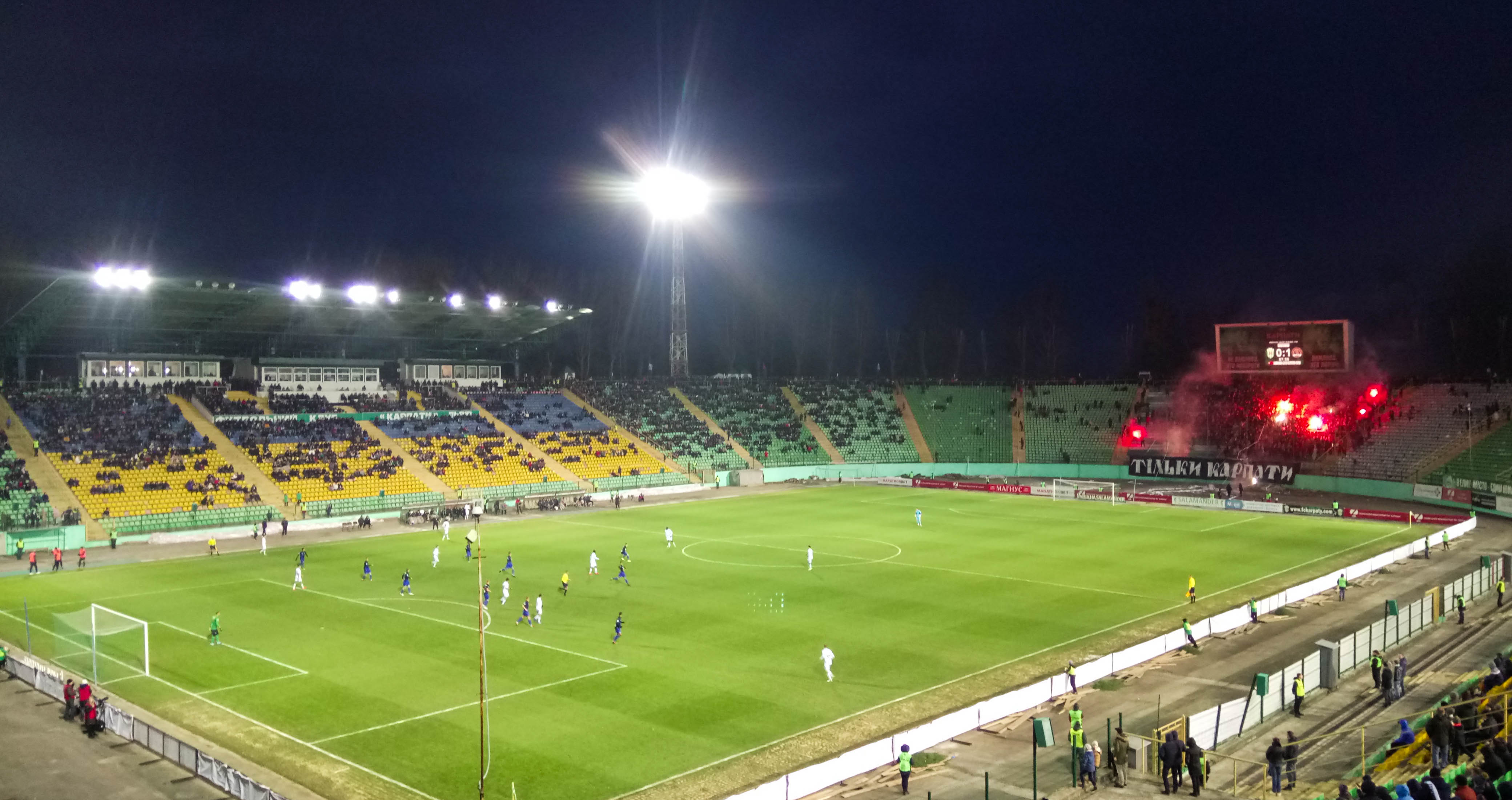
Дербі «Карпати» — «Львів», 2019 рік

Львівське футбольне дербі — футбольний матч (дербі) за участю команд, що представляють Львів. Оскільки перші львівські клуби засновані в 1903–1904 роках, то від того часу й триває історія львівських дербі. За цей час у Львові існувало кілька десятків футбольних команд, які регулярно проводили товариські матчі чи міські турніри. У статті описано головні ігри — проведені в національних чемпіонатах і кубках.
У найвищій лізі Польщі дербі відбувалися в 1927–1933 роках, коли в лізі грали «Погонь» і «Чарні», а також «Гасмонея» (1927–1928) та «Лехія» (1931). Провідними командами були «Погонь» і «Чарні» — матчі між ними називали «Велике дербі Львова» (пол. Wielkie Derby Lwowa), а поєдинки між іншими львівськими дружинами — «мале дербі».
За часів СРСР існувало протистояння «Карпати» — СКА у другій групі класу «А» (тодішня перша ліга) в 1960-х роках. В незалежній Україні основним львівським дербі є протистояння «Карпат» та «Львова».

## До 1914
До Першої світової війни у Львові було вже кілька знакових футбольних команд: польські «Лехія» (заснована 1903 року), «Чарні» (1903) і «Погонь» (1904), жидівська «Гасмонея» (1908) та українська «Україна» (1911). Позаяк перший офіційний чемпіонат Галичини провели 1913 року, до того вони грали між собою тільки товариські ігри. Перше офіційне дербі («Погонь» — «Чарні») в класі «А» Галичини мало відбутися в сезоні 1913, але «Чарних» дискваліфікували, тому ці ж дві команди зустрілися в чемпіонаті Галичини 1914:
- 15 квітня 1914, «Чарні» — «Погонь» — 3:4
- 14 червня 1914, «Погонь» — «Чарні» — 3:1[1]

## Польща

### «Погонь» — «Чарні»
Докладніше: Велике дербі Львова
| 2 тур 10 квітня 1927, Нд                                                                          | «Чарні»                   | 3:1  | «Погонь»                       | Львів                                             |  |
|                                                                                                   | Домічек 66' 81' Савка 80' | звіт | Бач (20', воротар) · Кухар 89' | Стадіон: «Погоні» Глядачі: 1500 Суддя: Зємянський |  |
| Ляхович, Олеарчик, Мауер, Ганке, Б. Фіхтель, Дойчман, Єґерманн, Бач, В. Кухар, Ґарбєнь, Шабакевич |                           |      |                                |                                                   |  |

| 15 тур 7 серпня 1927, Нд | «Погонь»                | 3:0  | «Чарні» | Львів                                              |  |
|                          | Бач 21' 85' Ґарбєнь 78' | звіт |         | Стадіон: «Погоні» Глядачі: 3000 Суддя: Рутковський |  |
|                          |                         |      |         |                                                    |  |

| 2 вересня 1928, Ср | «Погонь»                 | 4:0  | «Чарні» | Львів                                              |  |
|                    | Бач 4' 23' Кухар 52' 86' | звіт |         | Стадіон: «Погоні» Глядачі: 5000 Суддя: Рутковський |  |
|                    |                          |      |         |                                                    |  |

| 28 тур 25 листопада 1928, Нд | «Чарні»         | 1:1  | «Погонь» | Львів                                                                        |  |
|                              | Островський 88' | звіт | Кухар 2' | Стадіон: 19 пп (полку піхоти; на Цитаделі) Глядачі: 1000 Суддя: Сломчинський |  |
|                              |                 |      |          |                                                                              |  |

| 5 тур 26 травня 1929, Нд | «Погонь»            | 2:0  | «Чарні» | Львів                                                    |  |
|                          | Кухар 42' Мауер 81' | звіт |         | Стадіон: «Погоні» Глядачі: 6000 Суддя: Малльов (Варшава) |  |
|                          |                     |      |         |                                                          |  |

| 22 тур 27 жовтня 1929, Нд | «Чарні»          | 1:2  | «Погонь»       | Львів                                             |  |
|                           | Хмельовський 77' | звіт | Ціммер 44' 89' | Стадіон: «Чарних» Глядачі: 7000 Суддя: Арчинський |  |
|                           |                  |      |                |                                                   |  |

| 4 тур 18 травня 1930, Нд | «Чарні» | 0:0  | «Погонь» | Львів                                             |  |
|                          |         | звіт |          | Стадіон: «Чарних» Глядачі: 4000 Суддя: Арчинський |  |
|                          |         |      |          |                                                   |  |

| 17 тур 5 жовтня 1930, Нд | «Погонь»   | 0:1  | «Чарні»     | Львів                                               |  |
|                          | Дойчман ?' | звіт | Дшимала 17' | Стадіон: «Погоні» Глядачі: 4000 Суддя: Вардоншкевич |  |
|                          |            |      |             |                                                     |  |

- 1932. «Погонь» — «Чарні» — 0:0;
- 1932. «Чарні» — «Погонь» — 0:1.
- 1933. «Погонь» — «Чарні» — 2:1;
- 1933. «Чарні» — «Погонь» — 1:1

### «Погонь» — «Гасмонея»
| 1 тур 3 квітня 1927, Нд                                                                        | «Погонь»                                                     | 7:1 (анульований) | «Гасмонея»   | Львів                                                |  |
|                                                                                                | В. Кухар 11' 17' 42' Прасс 57' Ґарбєнь 62' Ганке 11' Бач 42' | звіт              | Штоєрман 85' | Стадіон: «Погоні» Глядачі: 4000 Суддя: Лаба (Краків) |  |
| Ляхович, Олеарчик, Мауер, Ганке, Б. Фіхтель, Дойчман, Прасс, Бач, В. Кухар, Ґарбєнь, Шабакевич |                                                              |                   |              |                                                      |  |

| 1 тур (перегравання) 19 червня 1927, Нд | «Погонь» | 1:2  | «Гасмонея»    | Львів                                                |  |
|                                         | Кухар 1' | звіт | Малер 47' 77' | Стадіон: «Погоні» Глядачі: 3000 Суддя: Лаба (Краків) |  |
|                                         |          |      |               |                                                      |  |

| 22 тур 2 жовтня 1927, Нд | «Гасмонея»         | 2:2  | «Погонь»                      | Львів                                                |  |
| дощ                      | Уріх 50' Малер 55' | звіт | Ґарбєнь 22' Ґєбартовський 82' | Стадіон: «Гасмонеї» Глядачі: 4000 Суддя: Рутковський |  |
|                          |                    |      |                               |                                                      |  |

| 1 тур 25 березня 1928, Нд | «Погонь»                                | 2:0  | «Гасмонея» | Львів                                               |  |
| вітряно                   | Прасс 21' (пен.) Бач 57' Слонецький 81' | звіт |            | Стадіон: «Погоні» Глядачі: 2000 Суддя: Біра (Лодзь) |  |
|                           |                                         |      |            |                                                     |  |

| 20 тур 9 вересня 1928, Нд | «Гасмонея» | 0:3  | «Погонь»                  | Львів                                                |  |
|                           |            | звіт | Кухар 10' Ґарбєнь 22' 78' | Стадіон: «Гасмонеї» Глядачі: 2500 Суддя: Рутковський |  |
|                           |            |      |                           |                                                      |  |

### «Погонь» — «Лехія»
- 28 червня 1931. "Погонь" — "Лехія" (5:1)
- 15 листопада 1931. "Лехія" — "Погонь" (0:3)

### «Чарні» — «Гасмонея»
| 8 тур 26 травня 1927, Чт | «Чарні»               | 2:3  | «Гасмонея»             | Львів                                                |  |
|                          | Савка 49' Настуля 63' | звіт | Уріх 27' Малер 54' 85' | Стадіон: «Чарних» Глядачі: 2000 Суддя: Лаба (Краків) |  |
|                          |                       |      |                        |                                                      |  |

| 11 вересня 1927, Нд | «Гасмонея»                                       | 3:0  | «Чарні» | Львів                                                  |  |
|                     | Штоєрман 53' 58' (пен.) Зайдель 69' Штоєрман 81' | звіт | ? (5')  | Стадіон: «Гасмонеї» Глядачі: 4000 Суддя: Ганке (Лодзь) |  |
|                     |                                                  |      |         |                                                        |  |

| 10 тур 7 червня 1928, Чт | «Гасмонея» | 1:3  | «Чарні»                   | Львів                                               |  |
|                          | Уріх 48'   | звіт | Настуля 10' 66' Савка 89' | Стадіон: «Гасмонеї» Глядачі: 4000 Суддя: Арчинський |  |
|                          |            |      |                           |                                                     |  |

| 21 тур 23 вересня 1928, Нд | «Чарні» | 0:0 (припинений на 2-й хв.) | «Гасмонея» | Львів                                                  |  |
|                            |         | звіт                        |            | Стадіон: «Чарних» Глядачі: 5000 Суддя: Ал. Ковальський |  |
|                            |         |                             |            |                                                        |  |

Примітка: * Гру «Чарні» — «Гасмонея» припинено на 1-й або 2-й хвилині, коли представник місцевої релігійної громади повідомив єврейським гравцям, що рабинат заборонив грати у футбол цього дня. «Гасмонеї» зараховано поразку 0:3.

### «Чарні» — «Лехія»
- 26 квітня 1931. "Лехія" — "Чарні" (2:4)
- 2 серпня 1931. "Чарні" — "Лехія" (3:2)

### «Карпати» — СКА

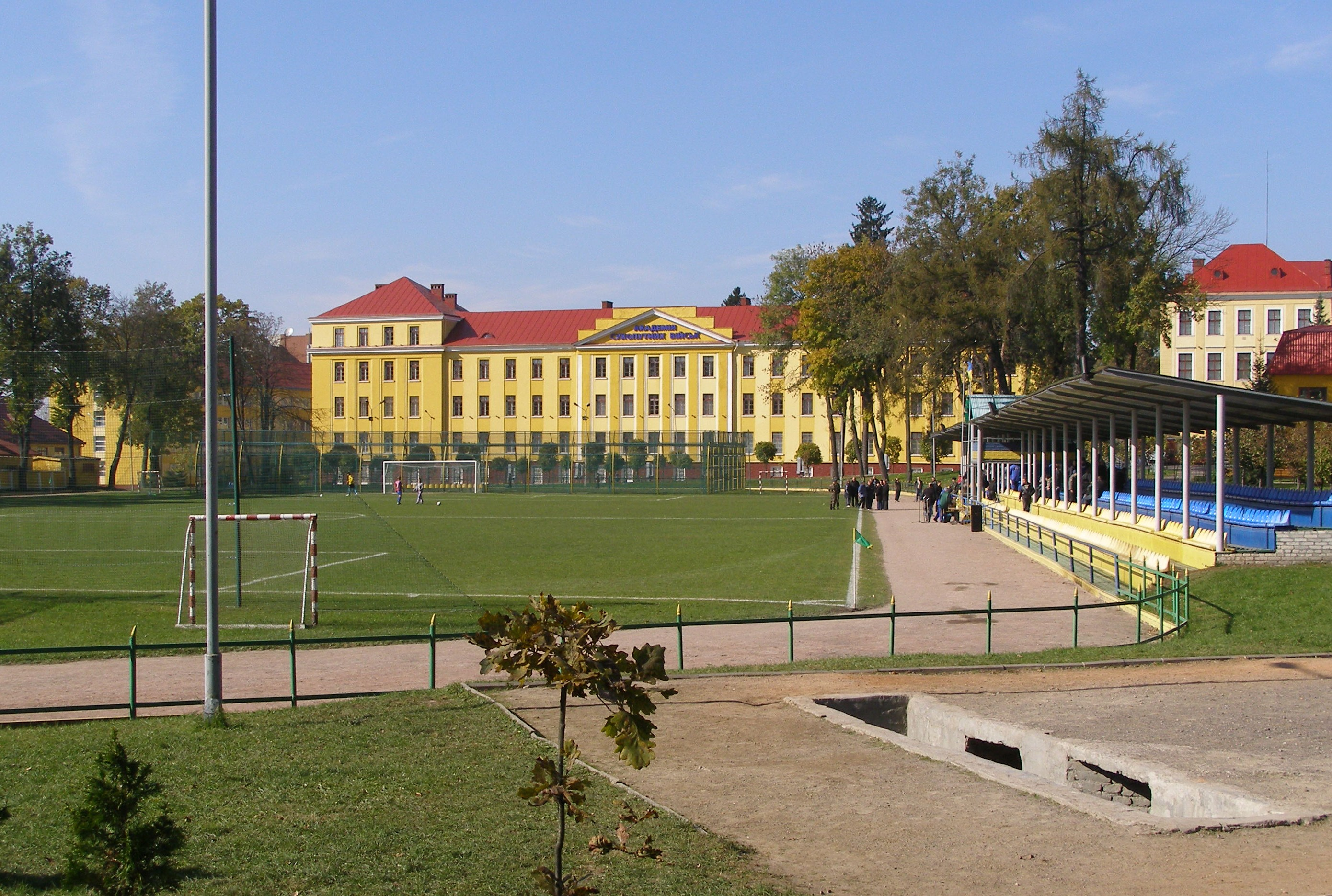
Сучасне фото стадіону ЛВВПУ

### «Карпати» — «Львів»

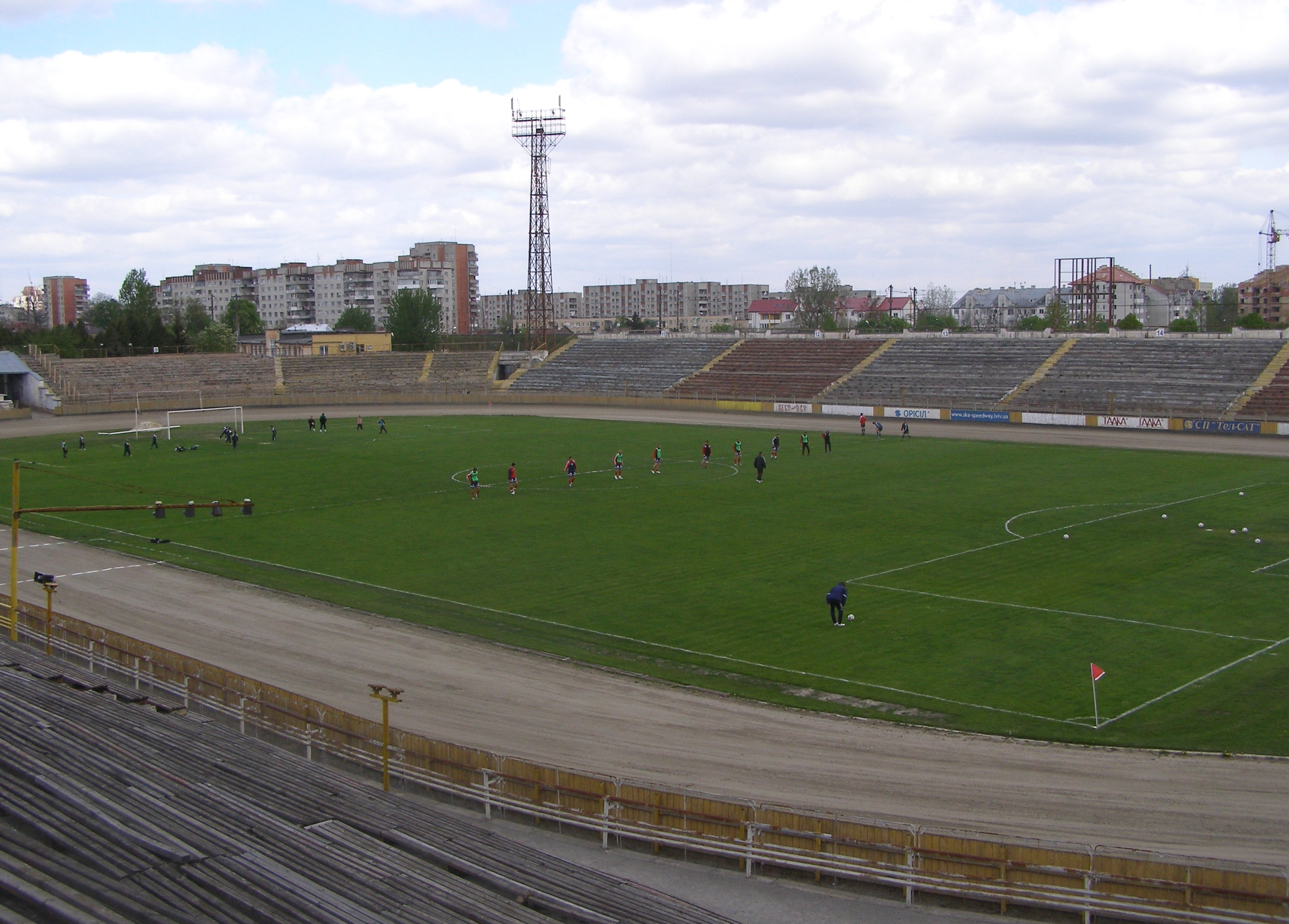
Стадіон СКА — місце кубкового дербі-2006
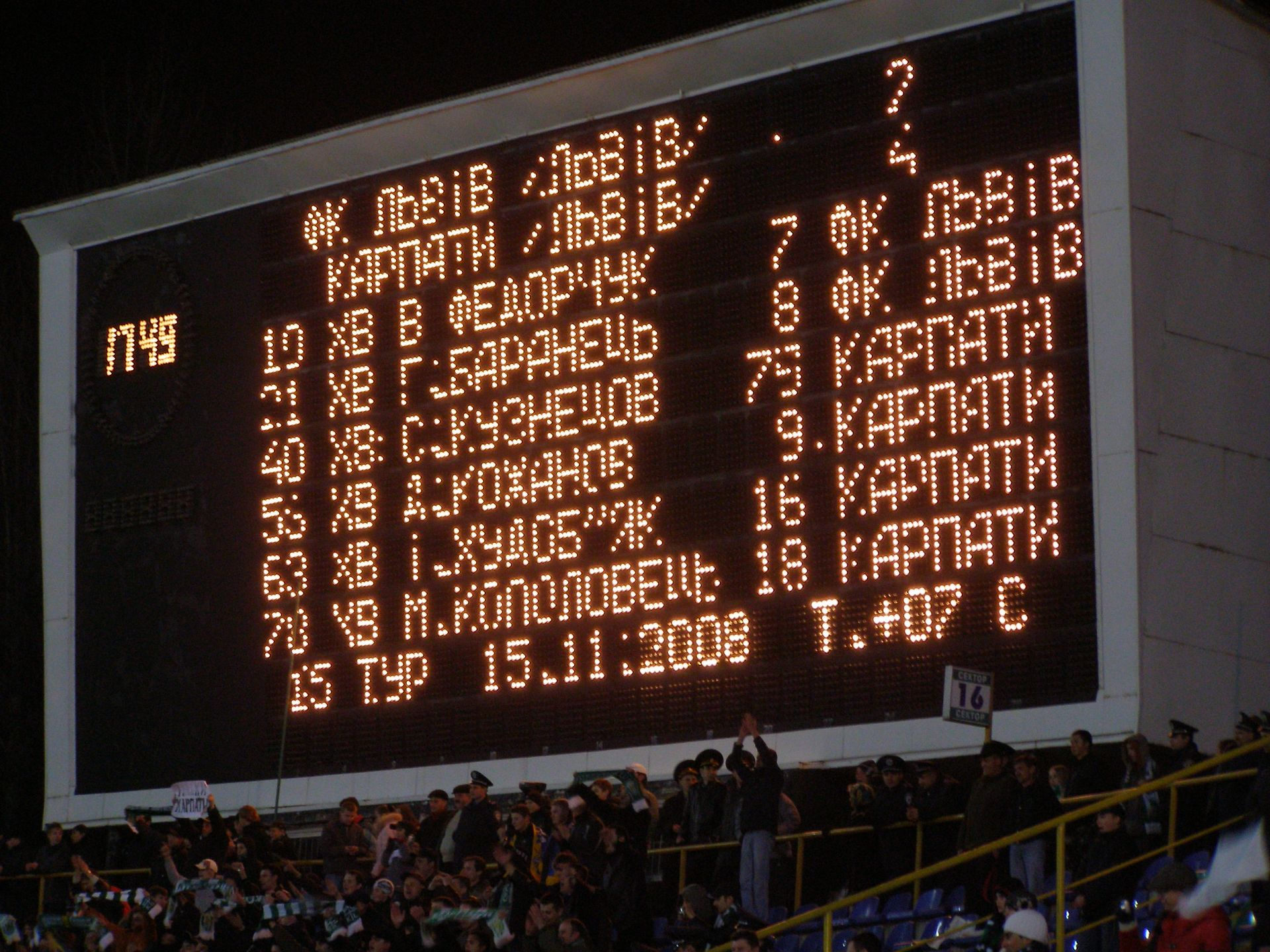
Табло стадіону «Україна» після завершення львівського дербі-2008
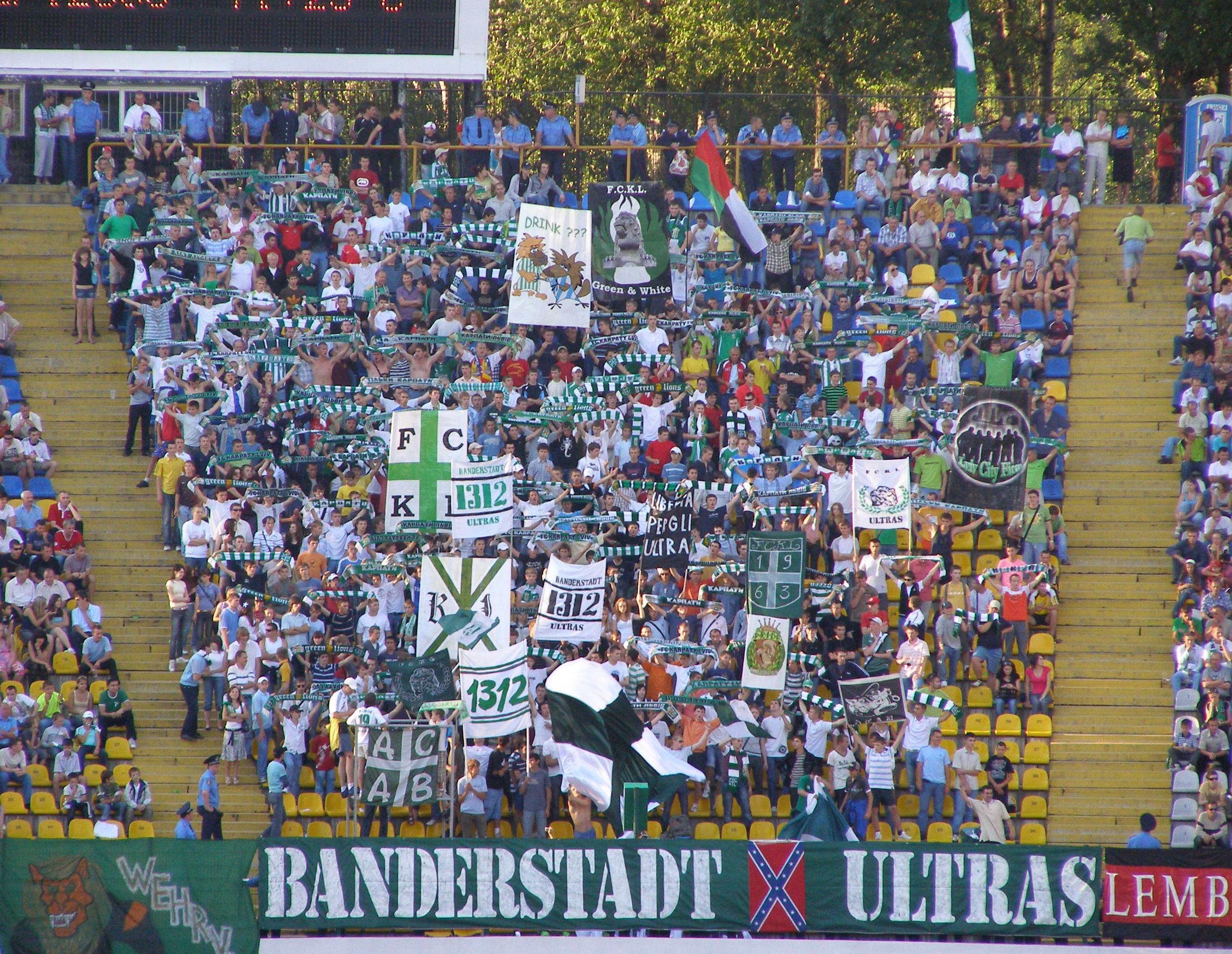
Уболівальники «Карпат» (2009)
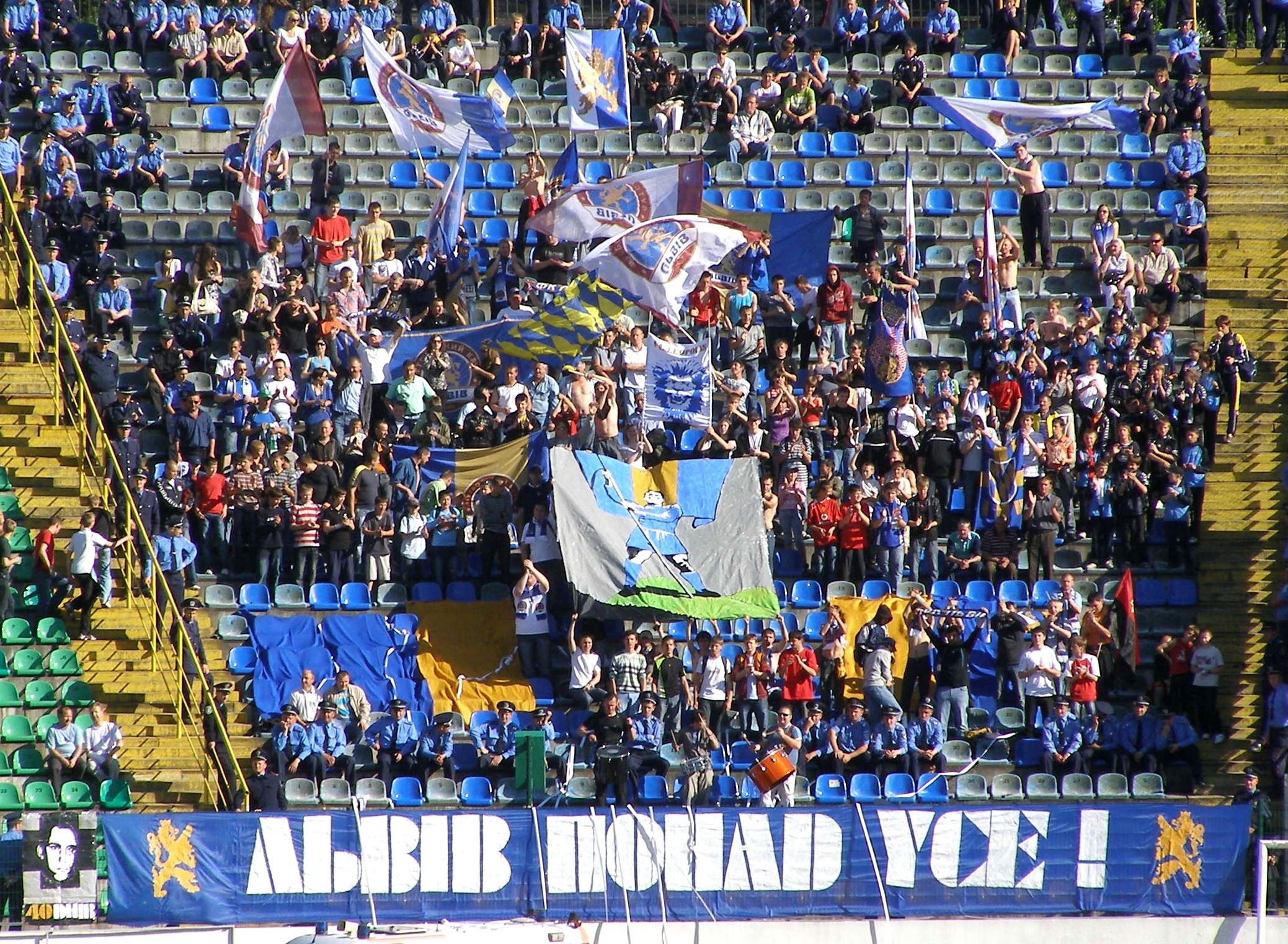
Уболівальники «Львова» (2009)
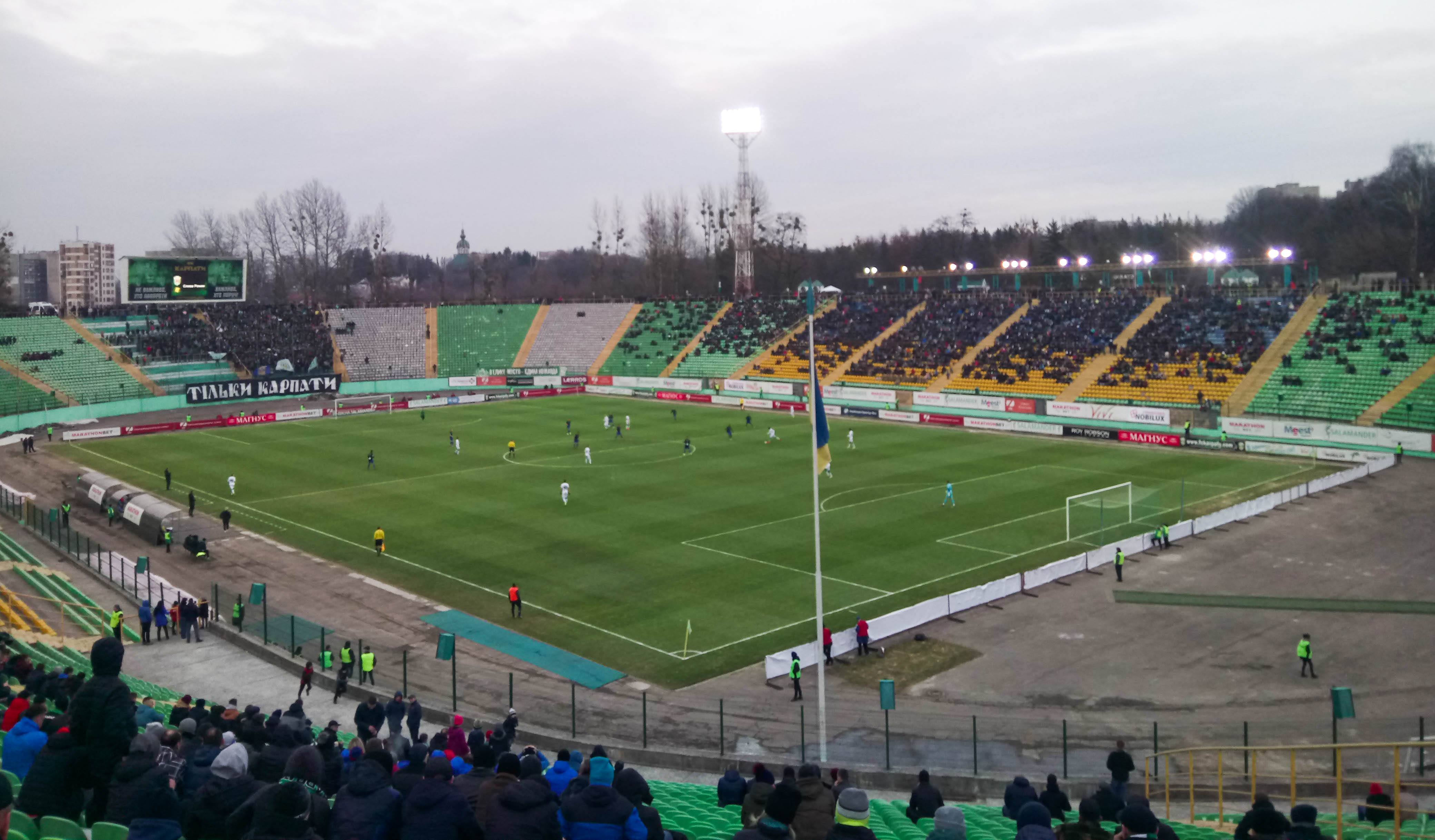
Дербі в березні 2019 на "Україні".